# Sabah Tanah Airku
Sabah Tanah Airku is het volkslied van de Maleisische staat Sabah.

## Sabah Tanah Airku
Sabah tanah airku
Negeri kita yang tercinta
Pemuda pemudi
Semua marilah
Bangunlah bersatu semua
Marilah bersama serta maju jaya
Merdeka sepanjang masa
Bersatu segala bangsa sentosa
Sabah negeri merdeka

## Officiële Engelse vertaling
Sabah Tanah Airku
Sabah, tanah airku (Sabah, my homeland)
Negeri kita yang tercinta (Our beloved state)
Pemuda-pemudi semua, marilah (Men and women, come)
Bangunlah bersatu semua (Arise altogether)
Marilah bersama serta maju jaya (Come together and grow success)
Merdeka sepanjang masa (Independent always)
Bersatu segala, bangsa sentosa (Unite all, nation prospers)
Sabah negeri merdeka. (Sabah, the independent state)